# Vitpunktslövfly
Vitpunktslövfly, Caradrina clavipalpis, är en fjärilsart som beskrevs av Giovanni Antonio Scopoli 1763. Vitpunktslövfly ingår i släktet Caradrina och familjen nattflyn, Noctuidae. Arten är reproducerande och har livskraftiga (LC) populationer i både Sverige och i Finland. Sex underarter finns listade i Catalogue of Life, Caradrina clavipalpis flavirenoides Boursin, Caradrina clavipalpis fogoensis Traub & Bauer, 1983, Caradrina clavipalpis harappa Hacker, 2004, Caradrina clavipalpis pinkeri Kobes, 1975, Caradrina clavipalpis teidevolans Pinker, 1974 och Caradrina clavipalpis thunbergi Nordström, 1933.

## Liknande arter
Ljusgrått lövfly (Platyperigea montana)

Grått lövfly (Caradrina selini)

Streckbackfly (Agrochola lychnidis)

Smalvingat lövfly (Spodoptera exigua)

Kalkhällsfly (Athetis gluteosa)

## Bildgalleri

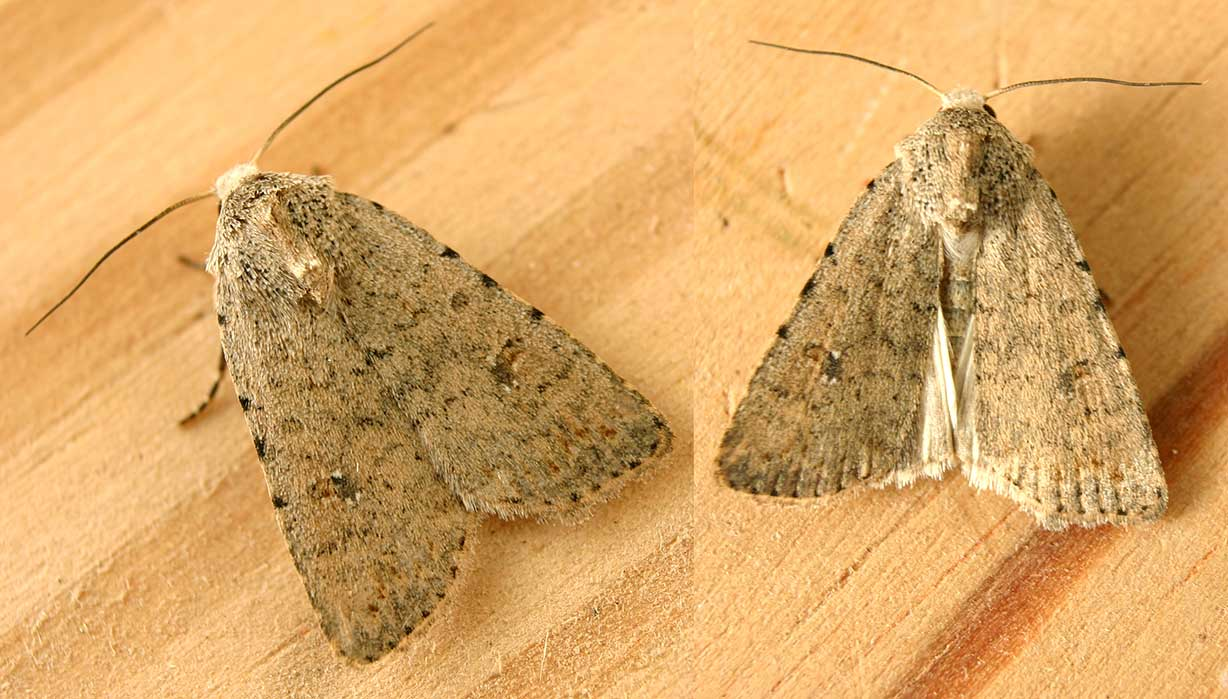
Imago fjärilar
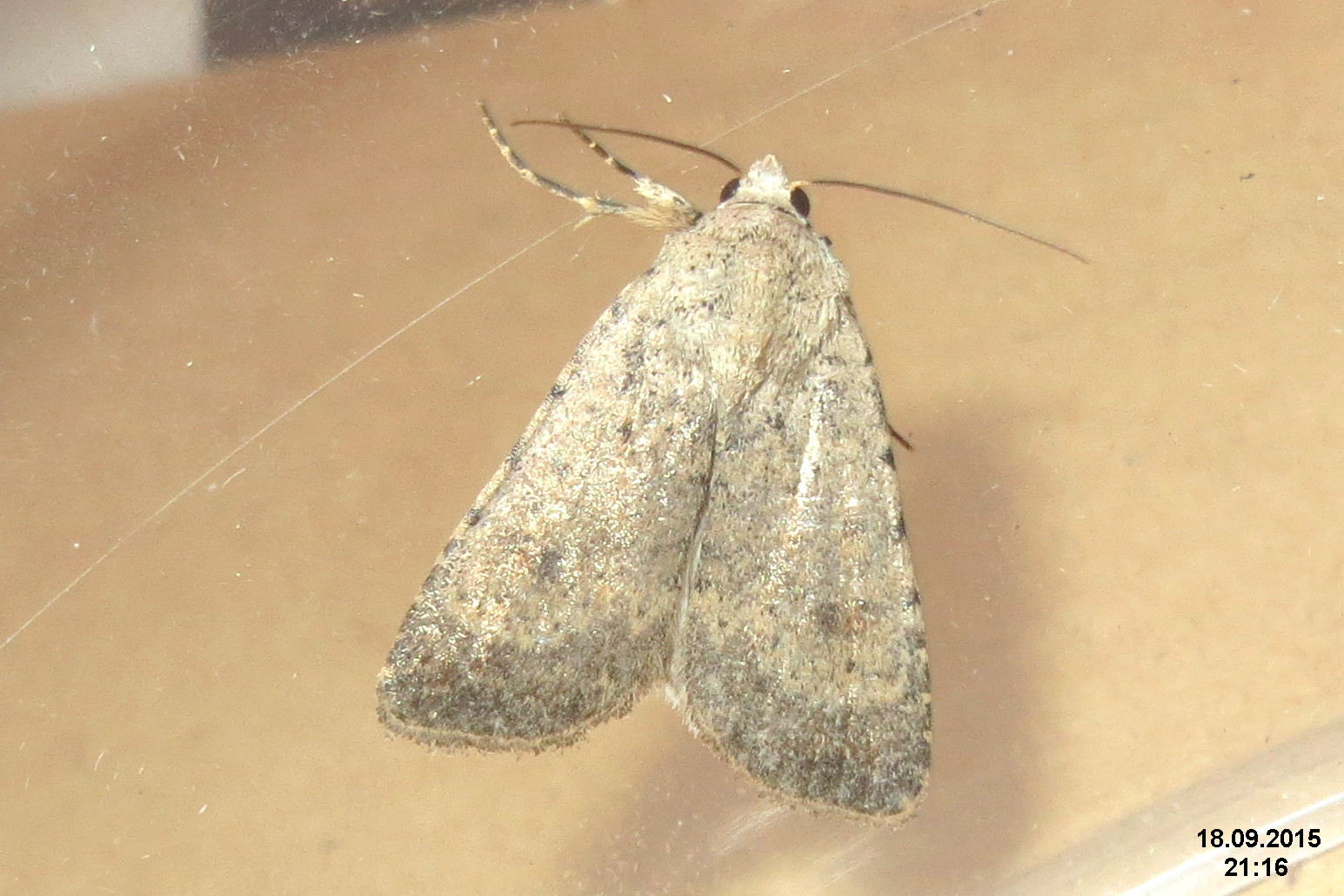
Imago fjäril
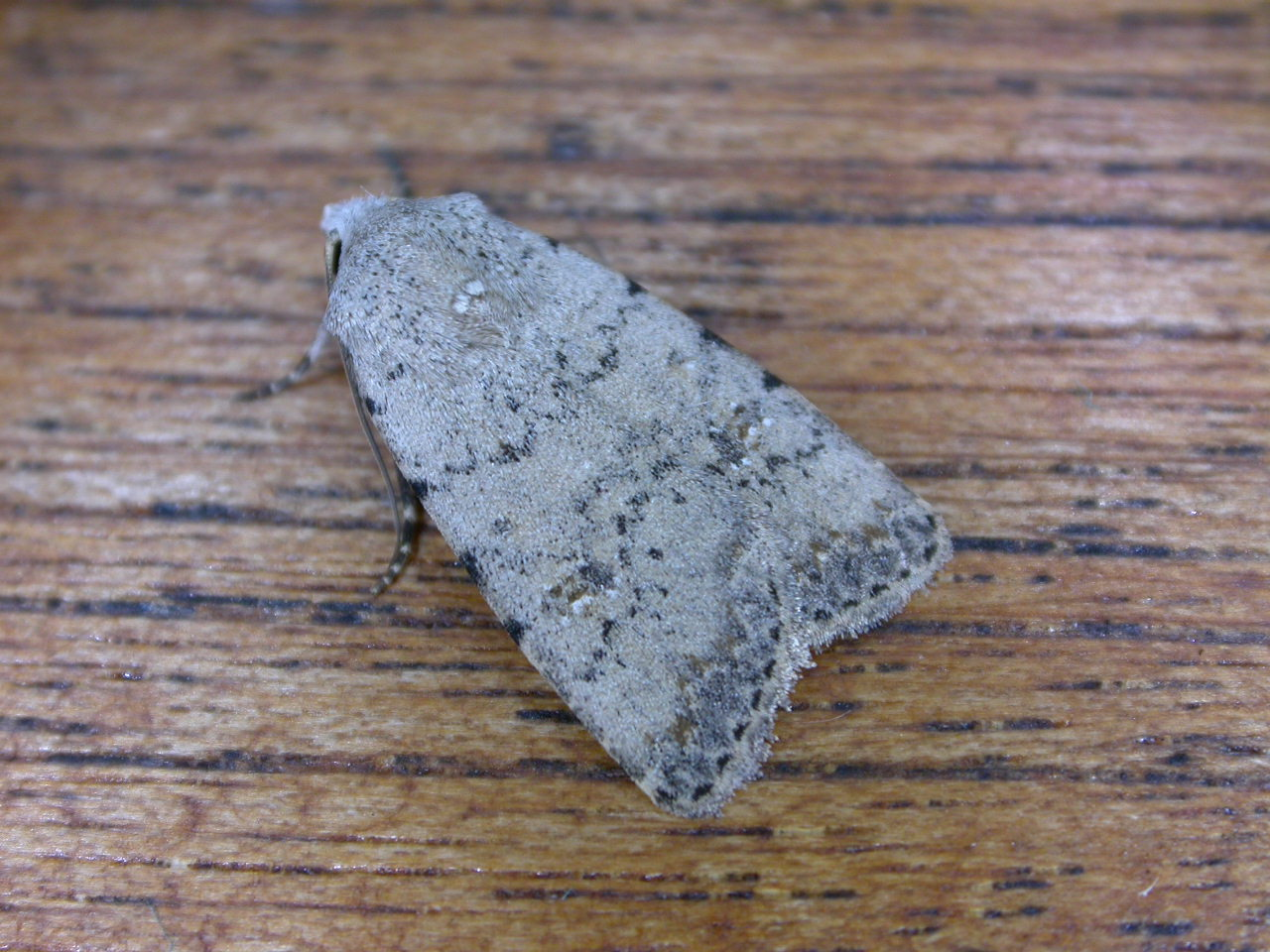
Imago fjäril
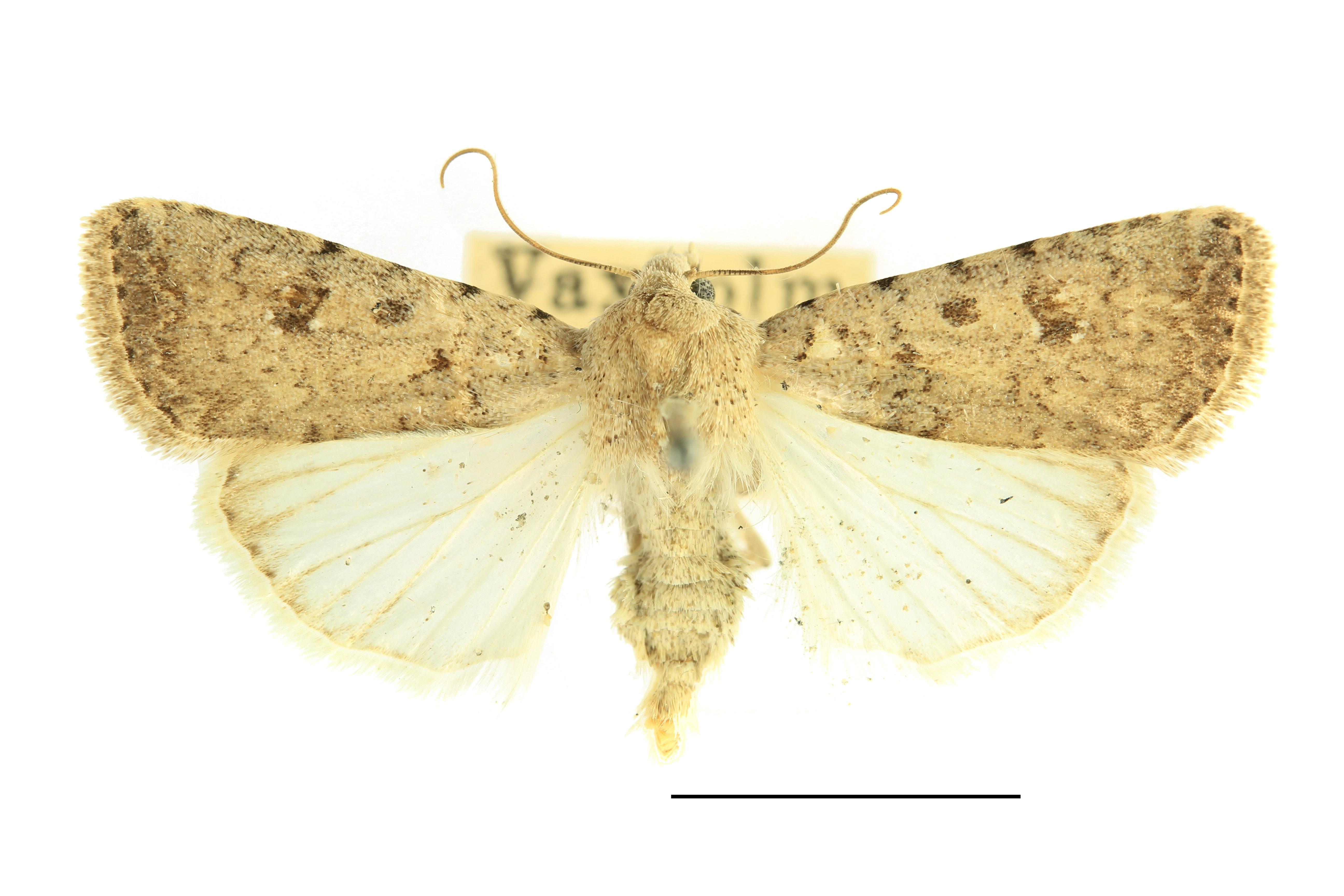
Preparerad (uppnålad) imago fjäril